# 13e régiment du génie
Le 13e régiment du génie est un régiment du génie militaire de l'armée française.

## Missions et composition
Le 13e RG est un régiment de génie blindé qui a pour mission de faciliter l’engagement des troupes au contact de l’adversaire. Directement engagé à l’avant, en appui de la progression, il apporte ses compétences en génie combat au profit de la 2e brigade blindée et participe à s’emparer d’objectifs et à sécuriser des zones. 
Il réalise ses missions par différents moyens :
- ouverture d’itinéraires piégés pour sécuriser la progression des troupes ;
- déminage et dépollution de zones à risques ;
- mise en œuvre de ponts fixes ou mobiles ;
- aménagement de zones d’implantation protégées, pour l'installation de postes de commandement, d’unités ou de combat.

Le régiment comprend :
- 1 compagnie de commandement et de logistique ;
- 4 compagnies de combat ;
- 1 compagnie de contre-minage ;
- 1 compagnie d’appui ;
- 1 compagnie de réserve.

Le 13e RG est engagé chaque année sur les théâtres d’opérations extérieures, en missions de courte durée en Outremer ainsi que sur l’opération Sentinelle sur le territoire national. 
Le 13e RG participe également au soutien des populations lors de catastrophes naturelles.

## Historique des garnisons, combats et batailles du13eRG
Créé en 1943 à Témara (Maroc), à partir des compagnies du génie de Syrie et du Cameroun, le 13e bataillon du génie est affecté à la 2e division blindée du général Leclerc.
Il est engagé dans les combats de la libération de la patrie, en Normandie, à Paris et dans les Vosges ; ce qui lui vaut six citations, donc deux citations à l’ordre de l’armée pour le régiment.
Dissous en 1946, puis reconstitué en 1951 à Trèves (Allemagne), il prend part à la campagne d’Indochine et aux opérations de  Suez et de Port-Saïd.
Il devient, en 1960, le 13e régiment du génie.
En 1965, le 13e régiment du génie était en garnison à Breisach (Allemagne) (en français Vieux Brisach).
En 1968, le  13e régiment du génie était en garnison à Trèves (Allemagne) au quartier Finat-Duclos (Eurenerstrasse), la compagnie d'instruction (11e) et la compagnie d'équipement pontage (16e) étaient hébergées au quartier Bertard (Luxemburgerstrasse). Il disposait d'une installation, appelée École des Ponts (EDP) en bord de la Moselle, à hauteur de la caserne Bertard. Alors qu'il était à Trèves. Il comprenait :
- cinq compagnies de combat : 1, 2, 3, 4 et 5e au quartier Finat-Duclos ;
- une compagnie d'équipement et pontage : 16e au quartier Bertard ;
- une compagnie d'administration : 21e au quartier Finat-Duclos ;
- une compagnie d'instruction : 11e au quartier Bertard.

Il en fut ainsi jusqu'en 1999 au quartier Castelnau situé dans le sud de Trèves (Feyen). Il faisait partie de la 1re division blindée des forces françaises en Allemagne.
La cérémonie d'adieu à Trèves du 13e régiment de génie eut lieu le 10 mai 1999  dans les jardins du Palais des Princes Électeurs. Sous les ordres du colonel Defretin, le 13e régiment de génie rejoint par le 61e régiment d'artillerie ont rendu les honneurs à la ville et ont été décorés symboliquement par la municipalité.
Relocalisé à Épernay (Marne) à compter de juillet 1999, il remplace le 34e régiment du génie au quartier Marguerite, composé de trois compagnies de combat (1re, 2e compagnies de combat blindé et 3e compagnies de combat mécanisé), d'une compagnie d'instruction (la 11e compagnie de base et d'instruction), d'une de commandement (la 21e compagnie de commandement et de logistique), d'une compagnie d'appui (la 22e) et d'une unité d'intervention de réserve professionnelle. Le régiment est équipé d'engins blindés du génie (EBG), de moyens de forage rapide de destruction (MFRD) et de moyens polyvalents du génie (MPG).
Il est délocalisé à Valdahon (Doubs) à compter du 1er juillet 2003 au quartier Gallieni. Il se compose de la 1re, de la 2e, de la  3e et de la 4e compagnie de combat, de la 6e compagnie de contre-minage, de la 21e compagnie de commandement et de logistique, de la 22e compagnie d'appui et de la 5e unité d'intervention de réserve.
Des éléments ont participé aux forces françaises en Afghanistan où ils ont déployé entre autres, l'Aravis et le Buffalo.
Le régiment est également présent sur tous les théâtres d'opérations extérieures, soit plus de dix territoires concernés en 2016.

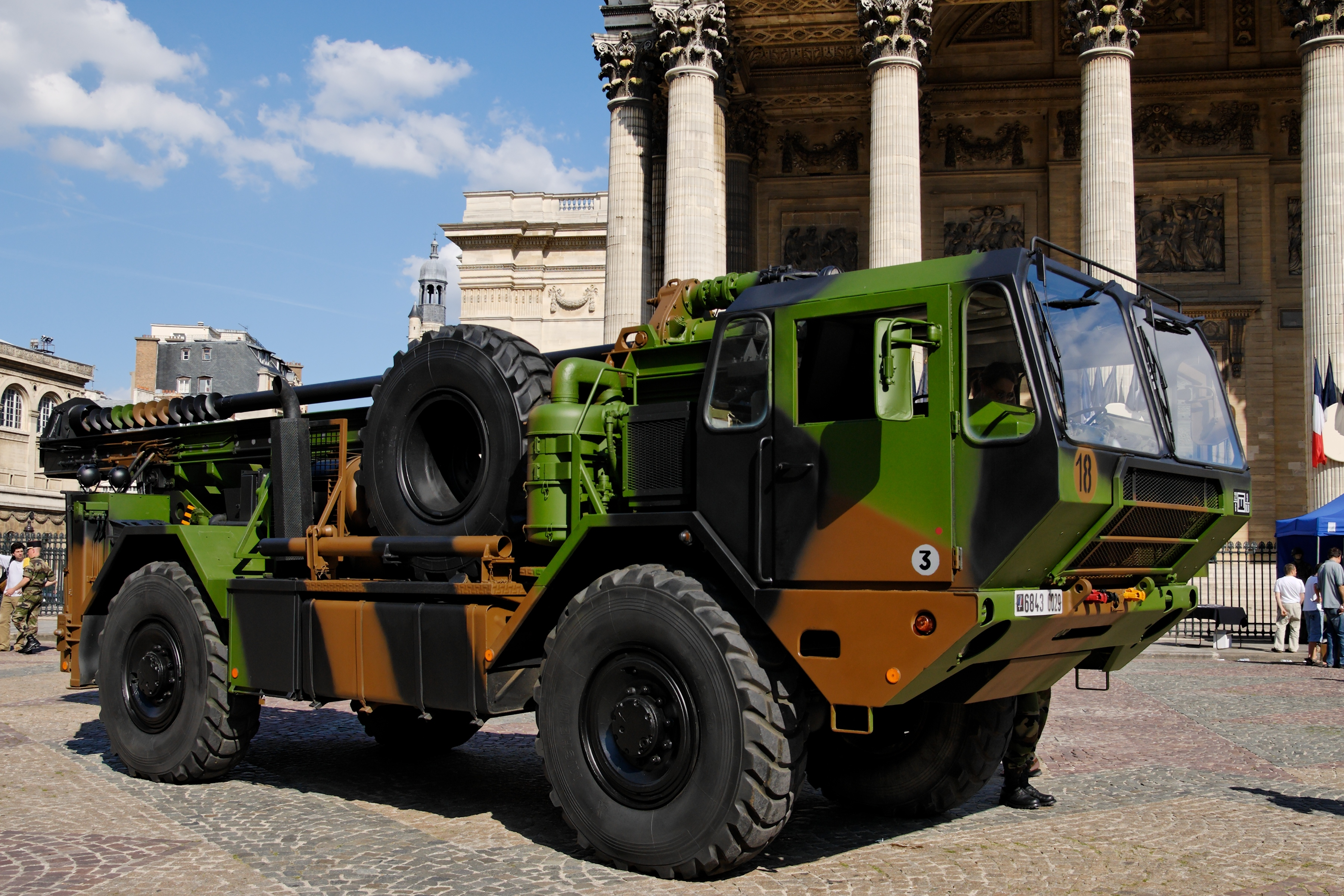
Moyen de forage rapide de destruction du 13e RG en 2007.
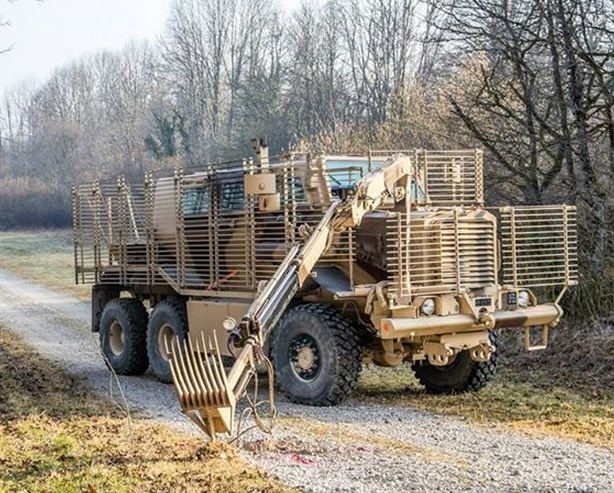
Présentation de l'un des cinq Buffalo français affecté au 13e RG en 2010.
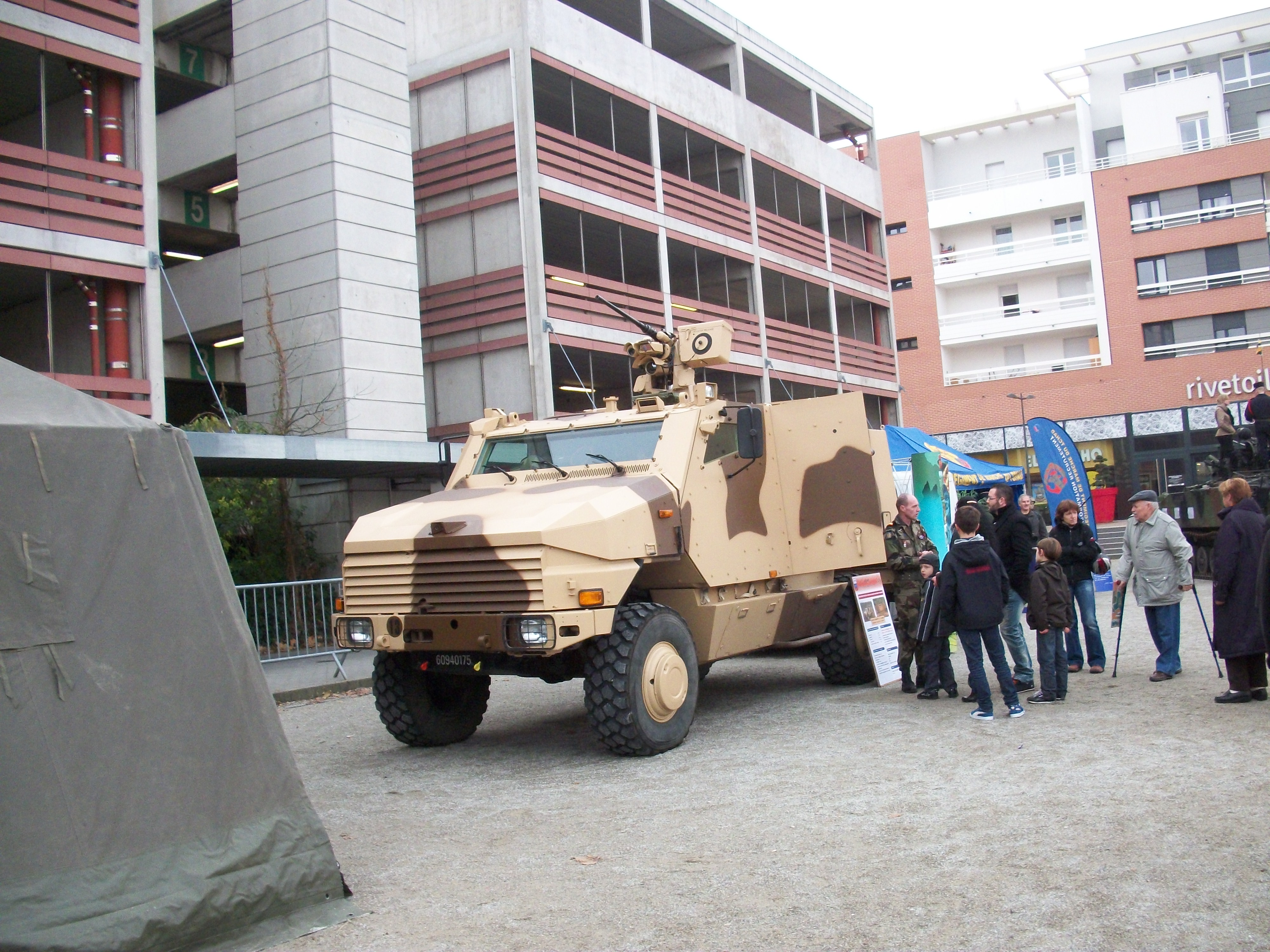
Présentation publique d'un Aravis par le 13e régiment de génie en 2010.
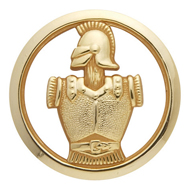
Insigne de béret du génie.
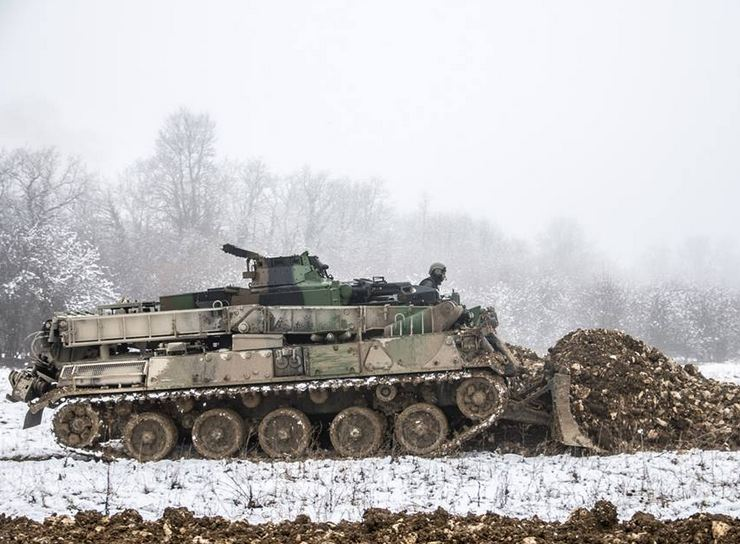
Engin blindé du génie.
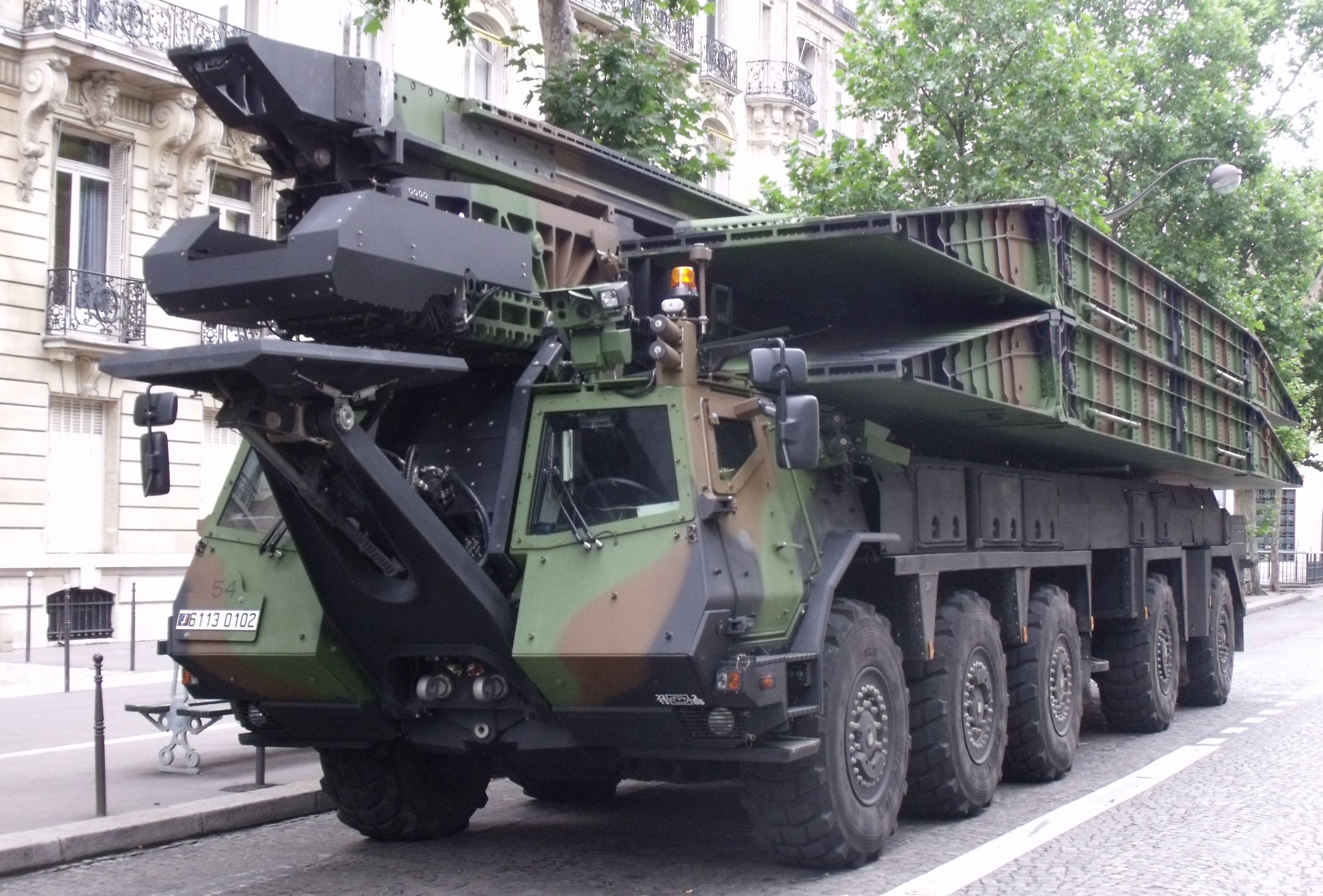
Système de pose rapide de travures le 14 juillet 2012 à Paris.

## Colonels / Chefs de Corps

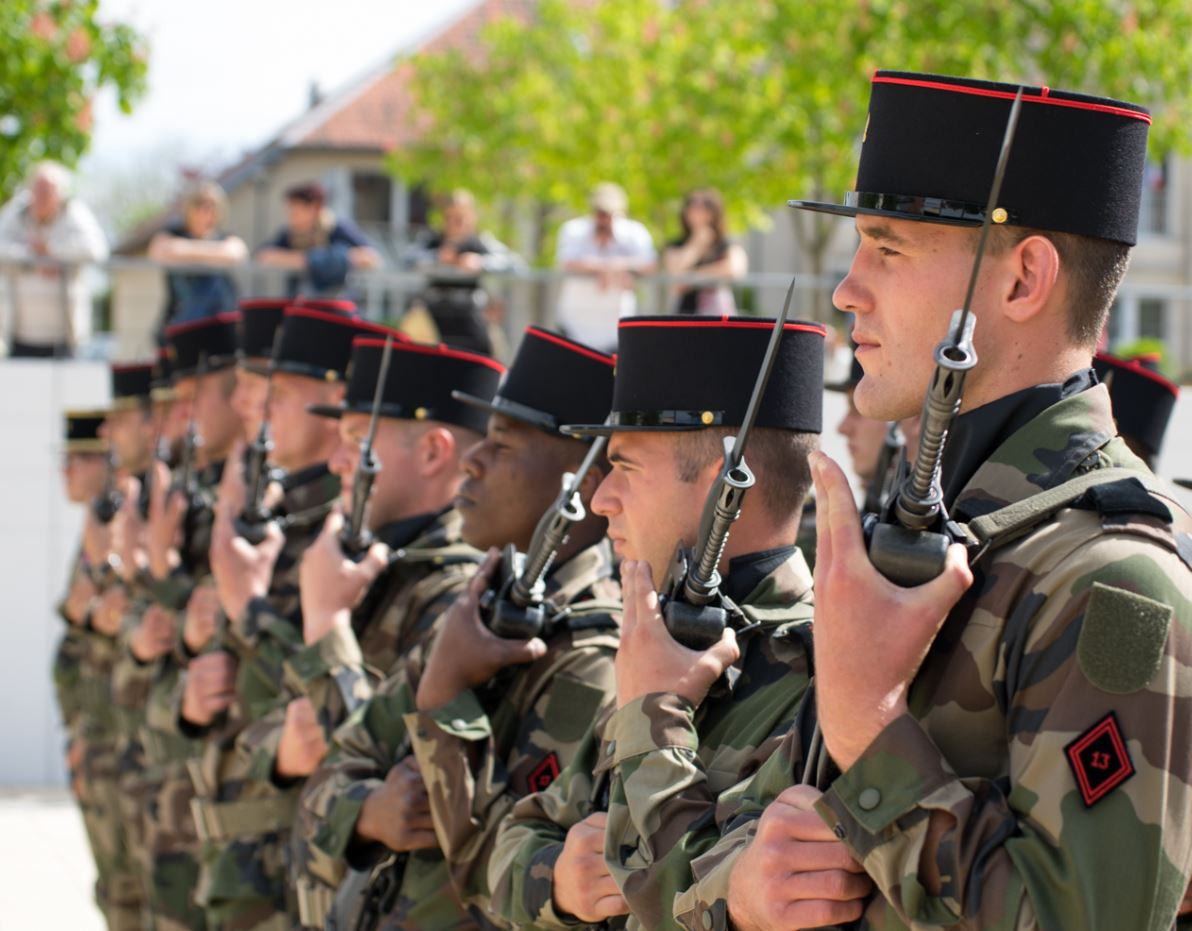
Les sapeurs du 13e RG partagent avec les habitants de la ville de Valdahon des temps forts comme le 8 mai, le 14 juillet et le 11 novembre.

- 1944-1945 chef de bataillon Delage, Compagnon de la Libération.

De 1951 à 1999, lorsque le régiment était basé à Trêves les chefs de corps suivants se sont succédé :
- 1951-1954 colonel Spengler
- 1954-1956 colonel Kessler
- 1956-1958 colonel Fergusson
- 1958-1960 colonel Joly
- 1960-1962 lieutenant-colonel Charlet
- 1962-1964 colonel Hotton
- 1964-1964 lieutenant-colonel Roux
- 1964-1966 colonel Forzy
- 1966-1967 colonel Favreau
- 1967-1969 colonel Cholley
- 1969-1971 colonel Brassie
- 1971-1973 colonel Cornet
- 1973-1975 colonel Etchanchu
- 1975-1977 colonel Farret
- 1977-1979 colonel Trendel
- 1979-1981 colonel Gadais
- 1981-1983 colonel Pierre
- 1983-1985 colonel Favin-Levêque
- 1985-1987 colonel Rodière
- 1987-1989 colonel Morelle
- 1989-1991 colonel Lendrin
- 1991-1993 colonel Durin
- 1993-1995 colonel Bezacier
- 1995-1997 colonel Delochre
- 1997-1999 lieutenant-colonel Defretin puis promu colonel "sur place"
- 1999-2000 colonel Estrate
- 2000-2002 colonel Mougey
- 2002-2004 colonel Parmentier
- 2004-2006 colonel Ravier
- 2006-2008 colonel Issac
- 2008-2010 colonel Soreau
- 2010-2012 colonel Gravethe
- 2012-2014 colonel Marchenoir
- 2014- 2016 colonel Magon de la Villehuchet
- 2016- 2018 colonel Lenoble
- 2018-2020 colonel Balsan
- 2020-2022 colonel Juras
- 2022-2024 colonel Gavalda
- 2024-... colonel Mesplède

## Devise
« A me suivre, Tu passes »

## Insigne

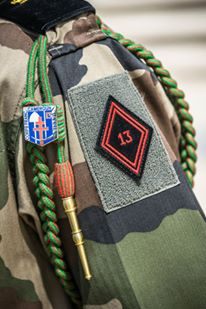
Fourragère aux couleurs du ruban de la croix de guerre 1914-1918 avec olive aux couleurs du ruban de la croix de guerre 1939-1945

L'insigne, de 1943 du 13e bataillon de génie, représente un écu bleu à une croix de lorraine rouge brochant sur une pelle et un pic, bien entendu le nombre 13 ainsi qu'avec les mentions "corps francs - Cameroun - Syrie", dessiné par Claude Weill, combattant des FFL.
L'insigne du 13e régiment de génie, dessiné par le sergent Schimberg de la Cie 13/4 en 1951, représente un char, une croix de lorraine et le nombre 13.
Ce char est la représentation d'un "Patton dozer" ("dozer" = équipé d'une lame de remblayage servant à aplanir un terrain, combler un trou, ouvrir une route, etc.), blindé US de la guerre de Corée. Cet engin était encore en dotation et en fonctionnement au 13e au début des années 1980.

## Drapeau

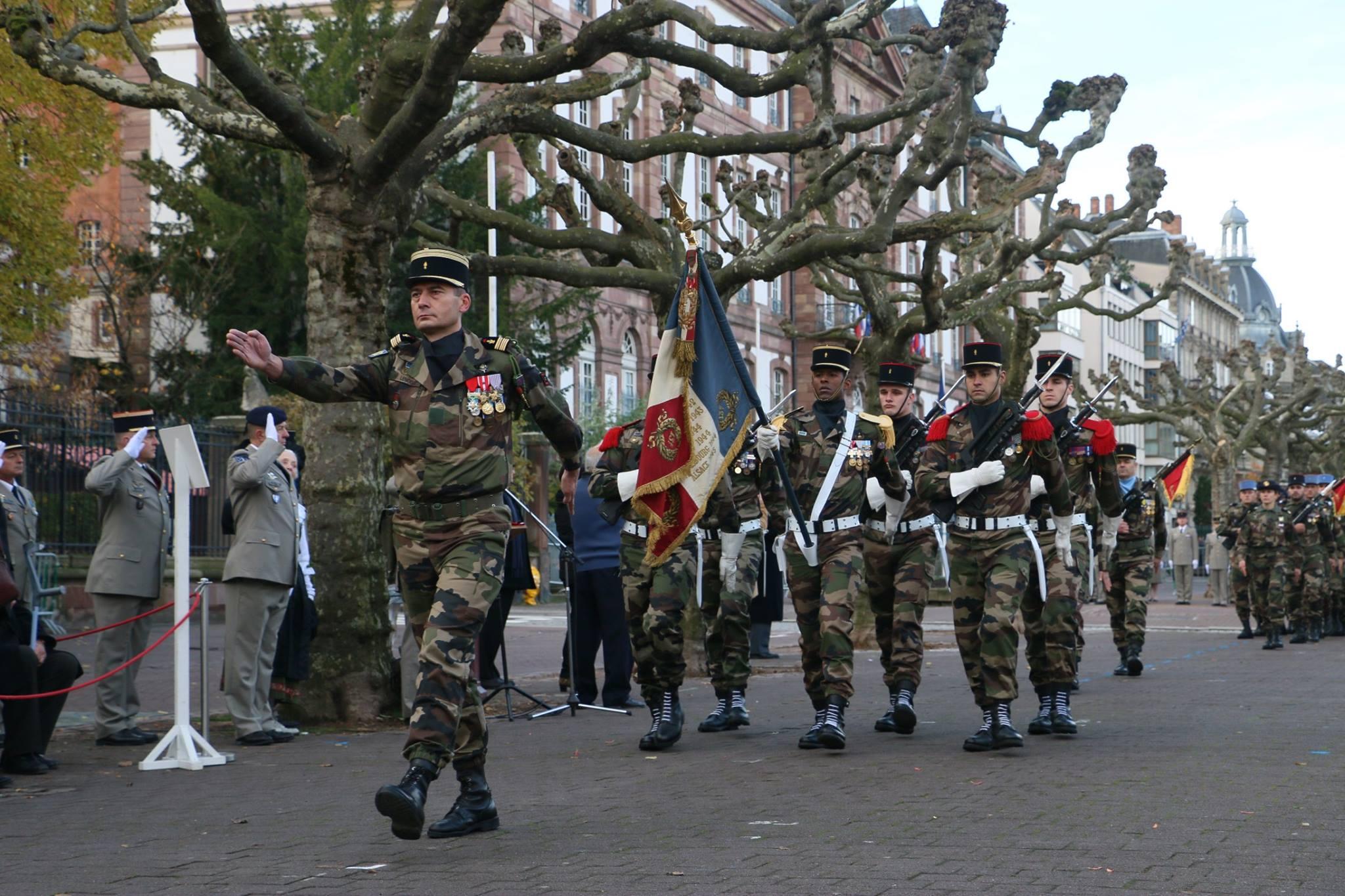
Drapeau du 13e régiment du génie lors de la célébration du 72e anniversaire de la libération de Strasbourg le 20 novembre 2016.

Il porte, cousues en lettres d'or dans ses plis, les inscriptions suivantes:
- El Alamein
- Tunisie 1942-1943
- Paris 1944
- Vosges 1944
- Strasbourg 1944
- Alsace 1945

## Décorations
Sa cravate est décorée : De la Croix de guerre 1939-1945 avec deux citations à l'ordre de l'Armée (deux palmes).
Son drapeau porte la flamme bleue Distinguished Unit Citation américaine avec ces mots inscrits "Saverne and Strasbourg".
Les soldats portent sur l'uniforme, du côté droit, la décoration correspondante (une barrette rectangle doré bleue au centre). Ils ne sont autorisés à la porter qu’aux cérémonies militaires où en présence d’unités de l’armée américaine.
NOTA : il porte la fourragère aux couleurs du ruban de la Croix de guerre 1914-1918 avec une olive aux couleurs du ruban Croix de guerre 1939-1945.
Il n'existe plus de fourragère aux couleurs de la croix de guerre 1939-1945 ; il y a en eu une, mais elle a été abandonnée au début des années 1950, car elle apportait une certaine confusion ; pour simplifier, le système des olives a été mis en place.
- La 6e compagnie du 13e régiment du génie a été décorée le 5 décembre 2011 de la Croix de la Valeur militaire au titre de « l'opération Pamir » en Afghanistan.
- Le régiment a été cité à l'ordre de l'armée le 10 décembre 2013 et le drapeau a été décoré de la croix de la valeur militaire avec palmes pour son engagement en Afghanistan, c'est le chef d’état major de l'armée de terre qui le lui a remis.

## Personnalités ayant servi au régiment
- Georges Bonnet (1903-1982), Compagnon de la Libération.
- Maurice Delage (1906-1959), Compagnon de la Libération.

## Sources et bibliographie
- Unités décorées dans leur garnison En plus de douze unités décorées, vingt-quatre unités recevront la Croix de la valeur militaire ultérieurement. La 6e compagnie du 13e RG page 22.
- Jacques Dejouy, A me suivre tu passes! Chroniques drolatiques pour des années cruelles (1942-1945). Ouvrage mémoriel sur le parcours d'une partie du 13BG de 1942 à 1945 dans la seconde guerre mondiale.